# أوت ران 2019
أوت ران 2019 (بالإنجليزية: OutRun 2019)‏ (باليابانية: アウトラン 2019) ، هي لعبة فيديو من نوع سباق السيارات، أنتجت عام 1993م من قبل شركة سيجا، وتدور القصة حول سباق السرعة في سنة 2019 الافتراضية.

## وصلات خارجية
- OutRun 2019 at Player1Enter (Review)
- Radica Games - Play TV Legends Outrun 2019
- OutRun 2019 at MobyGames
- OutRun.Org